# لحظه سرنوشت‌ساز
لحظه سرنوشت‌ساز (انگلیسی: Their Purple Moment) یک فیلم کوتاه کمدی آمریکایی است که در سال ۱۹۲۸ منتشر شد.

## بازیگران
- استن لورل
- اولیور هاردی
- آنیتا گاروین
- فی هولدرنس
- تاینی سندفورد
- لایل تیو
- لیو ویلیس
- کی دسلیس
- هلن گیلمور
- جین مورگان
- اد براندنبورگ (نامش در عنوان‌بندی نیامده)
- سام لافکین (نامش در عنوان‌بندی نیامده)
- دورتی کابرن (نامش در عنوان‌بندی نیامده)
- جان بی. اوبراین (نامش در عنوان‌بندی نیامده)